# Heroes Reborn
Heroes Reborn ist eine US-amerikanische Fernsehserie von Tim Kring und Fortsetzung der Mystery-Fernsehserie Heroes aus den Jahren 2006 bis 2010. Im Mittelpunkt stehen erneut Menschen mit übernatürlichen Fähigkeiten aus der ganzen Welt. Die Hauptrolle bleibt bei Jack Coleman, auch weitere Schauspieler der ursprünglichen Produktion wurden wieder verpflichtet. Die Erstausstrahlung in den Vereinigten Staaten fand am 24. September 2015 auf NBC statt.
Mitte Januar 2016 gab der Sender die Einstellung der Serie bekannt.
In Deutschland wurde die Serie ab 6. Oktober 2015 auf dem deutschen Syfy Kanal gezeigt. Im Juli 2016 startete sie bei RTL II im Free-TV, wurde jedoch nach zwei Ausstrahlungen mit je vier &
drei Folgen wieder eingestellt. Um eine Lücke in der Handlung zwischen Heroes und Heroes reborn zu schließen, wurde zudem 2015 die Web-Serie „Heroes reborn - Dark matters“ mit 6 kurzen Episoden veröffentlicht, die bisher jedoch nur auf Englisch erschienen sind.

## Handlung
Nach einem terroristischen Anschlag in Odessa, Texas werden Menschen mit außergewöhnlichen Fähigkeiten verantwortlich gemacht. Um den Tod ihres Sohnes zu rächen, der bei dem Anschlag ums Leben kam, machen sich Luke und Joanne auf, um diese Menschen zu finden. Derweil droht eine bevorstehende Naturkatastrophe die Menschheit auszulöschen. Während Erica Kravid versucht, dies auszunutzen um die Welt nach ihren Vorstellungen neu zu gestalten, versuchen andere, die Katastrophe zu verhindern. Dazu gehören der Außenseiter Tommy, Malina, Miko, und die ehemaligen Soldaten Carlos und Farah.

## Produktion
Nachdem die ursprüngliche Serie mit einem Cliffhanger geendet hatte, gab es im Sommer 2010 Verhandlungen zwischen Heroes-Produzent Tim Kring und dem Fernsehsender NBC über abschließende Filme bzw. Folgen. Letzten Endes entschied sich der Sender im September 2010 dagegen.
Im Februar 2014 kündigte NBC eine Fortsetzung der Serie unter dem Titel Heroes Reborn an. Mitte Juni 2014 wurde die Rückkehr von Jack Coleman, der Noah Bennet verkörpert, bestätigt. Im Januar 2015 folgte die Verpflichtung von Zachary Levi. Im März wurden weitere Casting-News bekannt: Nach Robbie Kay und Danika Yarosh folgten Henry Zebrowski und Ryan Guzman. Auch Fanliebling Masi Oka soll in Heroes Reborn erneut in die Rolle des Hiro Nakamura schlüpfen. Im April wurden nach Jimmy Jean-Louis, der aus dem Original als Haitianer bekannt ist, und Rya Kihlstedt die drei Darsteller Pruitt Taylor Vince, Francesca Eastwood und Eve Harlow für das Projekt verpflichtet. Kurz darauf folgten die Verpflichtungen von Greg Grunberg als Matt Parkman und Dylan Bruce. Anfang Juni wurde bekannt gegeben, dass auch Sendhil Ramamurthy als Dr. Mohinder Suresh in Heroes Reborn auftauchen wird. Zudem wurde Nazneen Contractor für eine Rolle in Heroes Reborn verpflichtet.
Vor Beginn der Fernsehausstrahlung gab es eine sechsteilige Webserie namens Dark Matters, die die neuen Charaktere und deren Geschichte einführte.
Aufgrund von schlechten Einschaltquoten gab NBC am 13. Januar 2016 die Einstellung der Serie nach der ersten Staffel bekannt.

## Besetzung und Synchronisation
Die deutsche Synchronisation entstand unter der Dialogregie von Nadine Geist (Episode 1–2) und Christian Schneider (ab Episode 3) durch die Synchronfirma Interopa Film GmbH in Berlin.

### Hauptbesetzung
| Rollenname            | Schauspieler/in | Hauptrolle | Synchronsprecher/in                                     |
| --------------------- | --------------- | ---------- | ------------------------------------------------------- |
| Noah Bennet           | Jack Coleman    | 1–13       | Uwe Büschken                                            |
| Luke Collins          | Zachary Levi    | 1–13       | Oliver Feld                                             |
| Tommy Clarke / Nathan | Robbie Kay      | 1–13       | Patrick Baehr                                           |
| Miko Otomo            | Kiki Sukezane   | 1–13       | Rubina Nath                                             |
| Carlos Gutierrez      | Ryan Guzman     | 1–13       | René Dawn-Claude                                        |
| Malina                | Danika Yarosh   | 1–13       | Shanti Chakraborty (Folge 1) Josefin Hagen (ab Folge 3) |
| Quentin Frady         | Henry Zebrowski | 1–13       | Tino Kießling                                           |
| Emily                 | Gatlin Green    | 1–13       | Lydia Morgenstern                                       |
| Joanne Collins        | Judith Shekoni  | 1–12       | Vera Teltz                                              |
| Erica Kravid          | Rya Kihlstedt   | 2–13       | Christin Marquitan                                      |

### Nebendarsteller
| Rollenname            | Schauspieler/in    | Nebenrolle | Synchronsprecher/in |
| --------------------- | ------------------ | ---------- | ------------------- |
| Ren Shimosawa         | Toru Uchikado      | 1–13       | Konrad Bösherz      |
| Anne Clark            | Krista Bridges     | 1–13       | Claudia Gáldy       |
| Jose Gutierrez        | Lucius Hoyos       | 1–13       | Vincent Borko       |
| Captain James Dearing | Dylan Bruce        | 1–6, 9     | Rainer Fritzsche    |
| Taylor Kravid         | Eve Harlow         | 2–12       | Friederike Walke    |
| Harris Prime          | Clé Bennett        | 3–11       | Tommy Morgenstern   |
| Phoebe Frady          | Aislinn Paul       | 4–13       |                     |
| Farah Nazan           | Nazneen Contractor | 4–13       | Ghadah Al-Akel      |

### Gaststars ausHeroes
| Rollenname       | Schauspieler/in    | Gastrolle     | Synchronsprecher/in |
| ---------------- | ------------------ | ------------- | ------------------- |
| Mohinder Suresh  | Sendhil Ramamurthy | 1, 4, 7–9, 11 | Viktor Neumann      |
| The Haitian/René | Jimmy Jean-Louis   | 1, 9–11, 13   | Claudio Maniscalco  |
| Molly Walker     | Francesca Eastwood | 2–4, 7–8      | Marieke Oeffinger   |
| Hiro Nakamura    | Masi Oka           | 6–8           | Tobias Müller       |
| Angela Petrelli  | Cristine Rose      | 7–8, 13       | Karin Buchholz      |
| Matt Parkman     | Greg Grunberg      | 8–12          | Marco Kröger        |
| Micah Sanders    | Noah Gray-Cabey    | 10–13         |                     |

## Episodenliste
Das erste und einzige Kapitel der Serie trägt den Namen Awakening.
| Nr. | Deutscher Titel            | Originaltitel         | Erstausstrahlung USA | Deutschsprachige Erstausstrahlung (D) | Regie            | Drehbuch                          |
| --- | -------------------------- | --------------------- | -------------------- | ------------------------------------- | ---------------- | --------------------------------- |
| 1   | Schöne neue Welt           | Brave New World       | 24. Sep. 2015        | 6. Okt. 2015                          | Matt Shakman     | Tim Kring                         |
| 2   | Odessa                     | Odessa                | 24. Sep. 2015        | 13. Okt. 2015                         | Greg Beeman      | Peter Elkoff                      |
| 3   | Hinter der Maske           | Under the Mask        | 1. Okt. 2015         | 20. Okt. 2015                         | Greg Beeman      | Seamus Kevin Fahey                |
| 4   | Das Wohl der Allgemeinheit | The Needs of the Many | 8. Okt. 2015         | 27. Okt. 2015                         | Jeff Woolnough   | Joey Falco                        |
| 5   | In der Höhle des Löwen     | The Lion’s Den        | 15. Okt. 2015        | 3. Nov. 2015                          | Jeff Woolnough   | Holly Harold                      |
| 6   | Game Over                  | Game Over             | 22. Okt. 2015        | 10. Nov. 2015                         | Gideon Raff      | Nevin Densham                     |
| 7   | 13. Juni (1)               | June 13th – Part One  | 29. Okt. 2015        | 17. Nov. 2015                         | Allan Arkush     | Adam Lash & Cori Uchida           |
| 8   | 13. Juni (2)               | June 13th – Part Two  | 5. Nov. 2015         | 12. Jan. 2016                         | Allan Arkush     | M. Raven Metzner                  |
| 9   | Schmetterling              | Sundae, Bloody Sundae | 12. Nov. 2015        | 19. Jan. 2016                         | Gideon Raff      | Marisha Mukerjee & Sharon Hoffman |
| 10  | Die Brücke zur Zukunft     | 11:53 to Odessa       | 19. Nov. 2015        | 26. Jan. 2016                         | Larysa Kondracki | Seamus Kevin Fahey                |
| 11  | Kampf der Klone            | Send in the Clones    | 7. Jan. 2016         | 2. Feb. 2016                          | Larysa Kondracki | Peter Elkoff                      |
| 12  | Das Ende ist nah           | Company Woman         | 14. Jan. 2016        | 9. Feb. 2016                          | Jon Jones        | Holly Harold                      |
| 13  | Projekt Wiedergeburt       | Project Reborn        | 21. Jan. 2016        | 16. Feb. 2016                         | Jon Jones        | Tim Kring & Zach Craley           |